# Cahuzac-sur-Vère
Cahuzac-sur-Vère är en kommun i departementet Tarn i regionen Occitanien i södra Frankrike. Kommunen ligger i kantonen Castelnau-de-Montmiral som tillhör arrondissementet Albi. År 2022 hade Cahuzac-sur-Vère 1 214 invånare.

## Befolkningsutveckling
Antalet invånare i kommunen Cahuzac-sur-Vère
| Referens: INSEE |